# Tubo de Krásnikov
Tubo de Krásnikov es un hipotético dispositivo para un viaje espacial a velocidades superlumínicas, ideado por el científico ruso Serguéi Krásnikov en 1995. Implica una curvatura permanente del espacio-tiempo.

## Principios
Serguéi Krásnikov es un físico teórico del Observatorio Central de Púlkovo en las adyacencias de San Petersburgo (Rusia); Krásnikov ha identificado un posible grave defecto en la impulsión por deformación planteada por Miguel Alcubierre para un viaje espacial: si la deformación del espacio-tiempo se mueve más rápido que la velocidad de la luz, entonces no puede ser controlada desde dentro de la llamada burbuja de deformación en la cual se hallaría estacionaria, o si no, a velocidades sublumínicas, la cosmonave .
El análisis de Krásnikov demuestra que a las velocidades superlumínicas del espacio-tiempo en que "surfearía" la presunta burbuja de deformación plana el interior de la misma estaría causalmente aislado de su superficie y del exterior. Por esto los fotones no podrían pasar del interior al exterior. Ejemplificando: si desde dentro de la cosmonave se enviara un haz luminoso hacia el exterior de la burbuja, tal rayo luminoso quedaría como detenido en un punto, estacionario respecto a la burbuja, de un modo que recuerda al horizonte de sucesos que rodea a los agujeros negros.
La alternativa que da Krásnikov es crear una deformación del espacio detrás del vehículo espacial cuando, por ejemplo, tal nave viajase con una velocidad cercana pero inferior a la velocidad de la luz hacia un sistema estelar distante. Luego la nave utilizaría la deformación o "tubo" así creado para el viaje de regreso. Esta distorsión del espacio tiene una característica interesante para el viaje de regreso: la nave estaría de regreso en un momento anterior al de su partida (conforme a lo que observara un observador en reposo en el punto de partida). En efecto, el tubo de Krásnikov resulta también una especie de "túnel del tiempo" conectando el momento de salida de la nave con la época de su regreso.

## Posibles violaciones del principio de causalidad

### Dispositivo de un tubo
Dentro del tubo el espacio-tiempo es plano, sin embargo los límites de la trayectoria se han abierto al exterior permitiendo el viaje superlumínico solamente en una dirección, por ejemplo, de nuevo al punto de partida (supongamos la Tierra). Krásnikov arguye que su "máquina del tiempo" no puede violar el principio de causalidad (una causa debe preceder a sus efectos) porque todos los puntos a lo largo de la trayectoria de ida y vuelta de la nave espacial tienen siempre un requerido intervalo de separación de espacio-tiempo que presenta con los términos algebraico {\displaystyle c^{2}dt^{2}} es siempre mayor que {\displaystyle dx^{2}+dy^{2}+dz^{2}} (de este modo, por ejemplo, un mensaje a través de un haz de luz no se podría utilizar para una señalización "atrás del tiempo" en que la luz fuese proyectada).

### Dispositivo de dos tubos
Mientras que un "tubo de Krásnikov" no presentaría (pese a sus aparentes paradojas) ningún problema con el principio de causalidad, Allen E. Everett y Thomas A. Roman científicos de la Universidad Tufts han considerado que dos tubos de Krásnikov dispuestos en sentidos opuestos pueden crear lazos o bucles espaciotemporales que quizás violarían la causalidad. Por ejemplo, suponiéndose que un tubo en la Tierra es construido en dirección a una estrella situada a 3000 años luz y por este los astronautas viajen a velocidades relativistas de modo que el viaje tarde tan solo 1,5 años desde su perspectiva (la de los astronautas); luego tales astronautas colocan un segundo "tubo de Krásnikov", nuevamente a velocidades relativistas desde su perspectiva el viaje de retorno duraría otros 1,5 años pero "regresarían" a la Tierra 3000 años antes de su partida desde la Tierra. Ante esto Everett y Roman han realizado un detallado análisis de la distribución de densidades de energía que constituiría al sistema de dos tubos de Krásnikov, concluyeron que aun cuando tenga de energía positiva el interior de sus paredes tendría energía negativa extremadamente elevadas lo cual implicaría una imposibilidad tecnológica para su construcción.

### Similitudes y diferencias con un agujero de gusano
Se puede establecer una comparación entre un agujero de gusano transitable y un tubo de Krásnikov; en ambos casos la distorsión espaciotemporal provoca un atajo entre dos regiones remotas del universo. Sin embargo, existe una diferencia fundamental: un agujero de gusano se supone que produce un atajo en el espacio y en el tiempo, mientras que un tubo de Krásnikov sería un atajo en el tiempo; al atravesar un agujero de gusano (se supone) un hipotético viajero recorrería una distancia y un tiempo prácticamente nulos (como un cambio de fase), en cambio en el tubo de Krásnikov se requeriría recorrer toda la distancia entre las dos regiones que este dispositivo conectaría sin embargo el intervalo de tiempo (por efectos relativísticos) sería prácticamente nulo entre el momento de partida y el de regreso, o, como se ha supuesto, regresando en un momento anterior al de partida (desde el punto de vista de un observador externo).